# Hood Grange
Hood Grange – osada w Anglii, w hrabstwie North Yorkshire, w dystrykcie (unitary authority) North Yorkshire. Leży 33 km na północ od miasta York i 312 km na północ od Londynu.